# Pleuronectes
Pleuronectes is een geslacht van straalvinnige vissen uit de familie van schollen (Pleuronectidae).

## Soorten
- Pleuronectes platessa Linnaeus, 1758 – Schol
- Pleuronectes putnami (Gill, 1864)
- Pleuronectes quadrituberculatus Pallas, 1814